# Qualificazioni al campionato mondiale di calcio 1990 - CAF
Sono elencate di seguito le date e i risultati della zona africana (CAF) per le qualificazioni al mondiale del 1990.

## Formula
26 membri FIFA si contendono i due posti messi a disposizione per la fase finale. Prima che si effettui il sorteggio le squadre delle  Mauritius e del  Mozambico vengono escluse dalla FIFA; dopo il sorteggio invece si ritirano  Lesotho,  Ruanda e  Togo; quindi rimangono 21 team. Al secondo turno accedono di diritto l' Algeria, la  Costa d'Avorio, il  Camerun, l' Egitto, il  Kenya, il  Marocco, la  Nigeria e lo  Zaire.
Le qualificazioni si dividono in due turni:
- Primo turno - 16 squadre si affrontano con partite di andata e ritorno. La vincenti accedono al secondo turno;
- Secondo turno - 4 gruppi di qualificazione, con partite di andata e ritorno. La vincente di ogni girone si qualifica ai playoff.
- Playoff - Due playoff, con partite di andata e ritorno. Le vincenti si qualificano alla fase finale.

## Primo turno
| Data             | Luogo    | Squadra 1 | Risultato | Squadra 2 |
| ---------------- | -------- | --------- | --------- | --------- |
| 7 agosto 1988    | Luanda   | Angola    | 0 - 0     | Sudan     |
| 11 novembre 1988 | Khartoum | Sudan     | 1 - 2     | Angola    |

| Data | Luogo | Squadra 1 | Risultato | Squadra 2 |
| ---- | ----- | --------- | --------- | --------- |
|      |       | Zimbabwe  | N/G       | Lesotho   |

| Data | Luogo | Squadra 1 | Risultato | Squadra 2 |
| ---- | ----- | --------- | --------- | --------- |
|      |       | Zambia    | N/G       | Ruanda    |

| Data           | Luogo    | Squadra 1 | Risultato | Squadra 2 |
| -------------- | -------- | --------- | --------- | --------- |
| 16 luglio 1988 | Kampala  | Uganda    | 1 - 0     | Malawi    |
| 30 luglio 1988 | Lilongwe | Malawi    | 3 - 1     | Uganda    |

| Data          | Luogo       | Squadra 1    | Risultato | Squadra 2    |
| ------------- | ----------- | ------------ | --------- | ------------ |
| 3 giugno 1988 | Tripoli     | Libia        | 3 - 0     | Burkina Faso |
| 3 luglio 1988 | Ouagadougou | Burkina Faso | 2 - 0     | Libia        |

| Data           | Luogo    | Squadra 1 | Risultato | Squadra 2 |
| -------------- | -------- | --------- | --------- | --------- |
| 7 agosto 1988  | Accra    | Ghana     | 0 - 0     | Liberia   |
| 21 agosto 1988 | Monrovia | Liberia   | 2 - 0     | Ghana     |

| Data           | Luogo   | Squadra 1 | Risultato | Squadra 2 |
| -------------- | ------- | --------- | --------- | --------- |
| 5 agosto 1988  | Tunisi  | Tunisia   | 5 - 0     | Guinea    |
| 21 agosto 1988 | Conakry | Guinea    | 3 - 0     | Tunisia   |

| Data | Luogo | Squadra 1 | Risultato | Squadra 2 |
| ---- | ----- | --------- | --------- | --------- |
|      |       | Gabon     | N/G       | Togo      |

 Angola,  Zimbabwe,  Zambia,  Malawi,  Libia,  Liberia,  Tunisia e  Gabon qualificati.

## Secondo turno

### Gruppo A
| Data            | Luogo   | Squadra 1      | Risultato | Squadra 2      |
| --------------- | ------- | -------------- | --------- | -------------- |
| 6 gennaio 1989  | Annaba  | Algeria        | 3 - 0     | Zimbabwe       |
| 22 gennaio 1989 | Harare  | Zimbabwe       | 0 - 0     | Costa d'Avorio |
| 11 giugno 1989  | Abidjan | Costa d'Avorio | 0 - 0     | Algeria        |
| 25 giugno 1989  | Harare  | Zimbabwe       | 1 - 2     | Algeria        |
| 13 agosto 1989  | Abidjan | Costa d'Avorio | 5 - 0     | Zimbabwe       |
| 25 agosto 1989  | Annaba  | Algeria        | 1 - 0     | Costa d'Avorio |

| Pos | Squadra        | Pti      | G        | V        | N        | P        | GF       | GS       | DR       |
| --- | -------------- | -------- | -------- | -------- | -------- | -------- | -------- | -------- | -------- |
| 1   | Algeria        | 7        | 4        | 3        | 1        | 0        | 6        | 1        | +5       |
| 2   | Costa d'Avorio | 4        | 4        | 1        | 2        | 1        | 5        | 1        | +4       |
| 3   | Zimbabwe       | 1        | 4        | 0        | 1        | 3        | 1        | 10       | -9       |
| -   | Libia          | Ritirato | Ritirato | Ritirato | Ritirato | Ritirato | Ritirato | Ritirato | Ritirato |

 Algeria qualificata agli spareggi CAF.

### Gruppo B
| Data            | Luogo    | Squadra 1 | Risultato | Squadra 2 |
| --------------- | -------- | --------- | --------- | --------- |
| 6 gennaio 1989  | Il Cairo | Egitto    | 2 - 0     | Liberia   |
| 7 gennaio 1989  | Nairobi  | Kenya     | 1 - 1     | Malawi    |
| 21 gennaio 1989 | Lilongwe | Malawi    | 1 - 1     | Egitto    |
| 22 gennaio 1989 | Monrovia | Liberia   | 0 - 0     | Kenya     |
| 10 giugno 1989  | Nairobi  | Kenya     | 0 - 0     | Egitto    |
| 11 giugno 1989  | Monrovia | Liberia   | 1 - 0     | Malawi    |
| 24 giugno 1989  | Lilongwe | Malawi    | 1 - 0     | Kenya     |
| 25 giugno 1989  | Monrovia | Liberia   | 1 - 0     | Egitto    |
| 12 agosto 1989  | Il Cairo | Egitto    | 1 - 0     | Malawi    |
| 12 agosto 1989  | Nairobi  | Kenya     | 1 - 0     | Liberia   |
| 26 agosto 1989  | Il Cairo | Egitto    | 2 - 0     | Kenya     |
| 26 agosto 1989  | Lilongwe | Malawi    | 0 - 0     | Liberia   |

| Pos | Squadra | Pti | G | V | N | P | GF | GS | DR |
| --- | ------- | --- | - | - | - | - | -- | -- | -- |
| 1   | Egitto  | 8   | 6 | 3 | 2 | 1 | 6  | 2  | +4 |
| 2   | Liberia | 6   | 6 | 2 | 2 | 2 | 2  | 3  | -1 |
| 3   | Malawi  | 5   | 6 | 1 | 3 | 2 | 3  | 4  | -1 |
| 4   | Kenya   | 5   | 6 | 1 | 3 | 2 | 2  | 4  | -2 |

 Egitto qualificato agli spareggi CAF.

### Gruppo C
| Data            | Luogo      | Squadra 1 | Risultato | Squadra 2 |
| --------------- | ---------- | --------- | --------- | --------- |
| 7 gennaio 1989  | Enugu      | Nigeria   | 1 - 0     | Gabon     |
| 8 gennaio 1989  | Yaoundé    | Camerun   | 1 - 1     | Angola    |
| 22 gennaio 1989 | Libreville | Gabon     | 1 - 3     | Camerun   |
| 22 gennaio 1989 | Luanda     | Angola    | 2 - 2     | Nigeria   |
| 10 giugno 1989  | Ibadan     | Nigeria   | 2 - 0     | Camerun   |
| 11 giugno 1989  | Luanda     | Angola    | 2 - 0     | Gabon     |
| 25 giugno 1989  | Luanda     | Angola    | 1 - 2     | Camerun   |
| 25 giugno 1989  | Libreville | Gabon     | 2 - 1     | Nigeria   |
| 12 agosto 1989  | Lagos      | Nigeria   | 1 - 0     | Angola    |
| 13 agosto 1989  | Yaoundé    | Camerun   | 2 - 1     | Gabon     |
| 27 agosto 1989  | Yaoundé    | Camerun   | 1 - 0     | Nigeria   |
| 27 agosto 1989  | Libreville | Gabon     | 1 - 0     | Angola    |

| Pos | Squadra | Pti | G | V | N | P | GF | GS | DR |
| --- | ------- | --- | - | - | - | - | -- | -- | -- |
| 1   | Camerun | 9   | 6 | 4 | 1 | 1 | 9  | 6  | +3 |
| 2   | Nigeria | 7   | 6 | 3 | 1 | 2 | 7  | 5  | +2 |
| 3   | Angola  | 4   | 6 | 1 | 2 | 3 | 6  | 7  | -1 |
| 4   | Gabon   | 4   | 6 | 2 | 0 | 4 | 5  | 9  | -4 |

 Camerun qualificato agli spareggi CAF.

### Gruppo D
| Data            | Luogo      | Squadra 1 | Risultato | Squadra 2 |
| --------------- | ---------- | --------- | --------- | --------- |
| 8 gennaio 1989  | Rabat      | Marocco   | 1 - 0     | Zambia    |
| 8 gennaio 1989  | Kinshasa   | Zaire     | 3 - 1     | Tunisia   |
| 22 gennaio 1989 | Tunisi     | Tunisia   | 2 - 1     | Marocco   |
| 22 gennaio 1989 | Lusaka     | Zambia    | 4 - 2     | Zaire     |
| 11 giugno 1989  | Kinshasa   | Zaire     | 0 - 0     | Marocco   |
| 11 giugno 1989  | Lusaka     | Zambia    | 1 - 0     | Tunisia   |
| 25 giugno 1989  | Tunisi     | Tunisia   | 1 - 0     | Zaire     |
| 25 giugno 1989  | Lusaka     | Zambia    | 2 - 1     | Marocco   |
| 13 agosto 1989  | Casablanca | Marocco   | 0 - 0     | Tunisia   |
| 13 agosto 1989  | Kinshasa   | Zaire     | 1 - 0     | Zambia    |
| 27 agosto 1989  | Kenitra    | Marocco   | 1 - 1     | Zaire     |
| 27 agosto 1989  | Tunisi     | Tunisia   | 1 - 0     | Zambia    |

| Pos | Squadra | Pti | G | V | N | P | GF | GS | DR |
| --- | ------- | --- | - | - | - | - | -- | -- | -- |
| 1   | Tunisia | 7   | 6 | 3 | 1 | 2 | 5  | 5  | 0  |
| 2   | Zambia  | 6   | 6 | 3 | 0 | 3 | 7  | 6  | +1 |
| 3   | Zaire   | 6   | 6 | 2 | 2 | 2 | 7  | 7  | 0  |
| 4   | Marocco | 5   | 6 | 1 | 3 | 2 | 4  | 5  | -1 |

 Tunisia qualificata agli spareggi CAF.

## Playoff
| Data             | Luogo      | Squadra 1 | Risultato | Squadra 2 |
| ---------------- | ---------- | --------- | --------- | --------- |
| 8 ottobre 1989   | Costantina | Algeria   | 0 - 0     | Egitto    |
| 17 novembre 1989 | Il Cairo   | Egitto    | 1 - 0     | Algeria   |

| Data             | Luogo   | Squadra 1 | Risultato | Squadra 2 |
| ---------------- | ------- | --------- | --------- | --------- |
| 8 ottobre 1989   | Yaoundé | Camerun   | 2 - 0     | Tunisia   |
| 19 novembre 1989 | Tunisi  | Tunisia   | 0 - 1     | Camerun   |

 Egitto e  Camerun qualificati.